# Château de Saint-Maurice (Saint-Laurent-des-Bâtons)
Pour les articles homonymes, voir Château de Saint-Maurice (homonymie).
Le château de Saint-Maurice est situé à Saint-Laurent-des-Bâtons, en France.

## Localisation
Le château est situé sur la commune de Saint-Laurent-des-Bâtons dans le département de la Dordogne, en région Nouvelle-Aquitaine.

## Description
Le château de Saint-Maurice se compose d'un corps de logis barlong, couronné d'un chemin de ronde. À l'angle nord-ouest est soudée une tour ronde à mâchicoulis, percée d'ouvertures analogues aux précédentes, et de meurtrières à la base. À l'angle sud-ouest, des traces d'arrachement de mur permettraient de supposer qu'il existait une tour analogue, disparue lors du réaménagement du château au XVIe siècle. Sur la face est s'élève une tour carrée d'escalier. La porte d'entrée, accessible par un escalier, est défendue par une meurtrière. Au XVIe siècle, le château est agrandi par l'adjonction d'un bâtiment en retour au sud, puis plus tardivement encore par un second à usage de communs au nord.

## Historique
De la maison forte du haut Moyen Âge, il reste le donjon carré. Le rempart, les douves et le pont-levis ont disparu depuis des siècles.
Durant la guerre de Cent Ans, le château était une défense avancée de la seigneurie de Bergerac[réf. souhaitée].
Le château est inscrit partiellement au titre des monuments historiques par arrêté du 22 mai 1974.